# Serianus biimpressus
Serianus biimpressus är en spindeldjursart som först beskrevs av Simon 1890.  Serianus biimpressus ingår i släktet Serianus och familjen Garypinidae. Inga underarter finns listade i Catalogue of Life.